# صموئيل س. كامينغ
صموئيل س. كامينغ (بالإنجليزية: Samuel C. Cumming)‏ هو عسكري أمريكي، ولد في 14 أكتوبر 1895 في كوبه في اليابان، وتوفي في 14 يناير 1983 في ساراسوتا في الولايات المتحدة.